# Raphidascaris nemipteri
Raphidascaris nemipteri is een rondwormensoort uit de familie van de Anisakidae. De wetenschappelijke naam van de soort is voor het eerst geldig gepubliceerd in 2005 door Moravec & Justine.